# رنوو (تگزاس)
رنوو، تگزاس (به انگلیسی: Reno, Lamar County, Texas) یک شهر در ایالات متحده آمریکا با جمعیت ۲٬۷۶۷ نفر است که در تگزاس واقع شده‌است.